# Amomum dictyocoleum
Amomum dictyocoleum är en enhjärtbladig växtart som beskrevs av Karl Moritz Schumann. Amomum dictyocoleum ingår i släktet Amomum och familjen Zingiberaceae. Inga underarter finns listade i Catalogue of Life.